# Cœurs
Pour les articles homonymes, voir Cœur (homonymie).
Pour plus de détails, voir Fiche technique et Distribution.
Cœurs est un film français réalisé par Alain Resnais, sorti en 2006.

## Synopsis
Thierry, agent immobilier, se donne beaucoup de mal pour trouver un appartement qui convienne à Nicole et Dan, un couple de clients difficiles. À l'agence, Charlotte, sa collaboratrice, lui prête une cassette d'une émission qu'elle adore, un programme de variétés religieuses. Sa sœur cadette, Gaëlle, recherche secrètement l'amour par les  petites annonces.
Dan est un ancien militaire de carrière expulsé de l'armée. Il passe ses journées dans le bar d'un hôtel où il confie ses mésaventures à Lionel, le barman. Ce dernier, pour pouvoir assurer son service du soir, fait appel à une assistante à domicile pour veiller sur son père sénile et colérique. C'est Charlotte qui se présente.

## Fiche technique
- Titre : Cœurs
- Réalisation : Alain Resnais
- Scénario : Jean-Michel Ribes, d'après la pièce Petites peurs partagées (Private Fears in Public Places) d'Alan Ayckbourn
- Photographie : Éric Gautier
- Décors : Jacques Saulnier
- Musique : Mark Snow
- Costumes : Jackie Budin
- Son : Jean-Marie Blondel, Gérard Lamps i Thomas Desjonquères
- Montage : Hervé de Luze
- 1er assistant-réalisateur : Laurent Herbiet
- Production : Bruno Pésery
- Sociétés de production : Soudaine Compagnie, Studiocanal, France 2 Cinéma, SFP Cinéma
- Pays d'origine :  France
- Format : couleur - 2,35:1 - Dolby Digital - 35 mm
- Genre : comédie dramatique
- Durée : 120 minutes
- Date de sortie : Festival international du film de Thessalonique 2006, 17 novembre 2006 ; France, 22 novembre 2006

## Distribution
- Sabine Azéma : Charlotte
- Isabelle Carré : Gaëlle
- Laura Morante : Nicole
- Pierre Arditi : Lionel
- André Dussollier : Thierry
- Lambert Wilson : Dan
- Claude Rich : Arthur (voix)
- Françoise Gillard : speakerine télé
- Anne Kessler : présentatrice, émission télé
- Roger Mollien : soldat poète, émission télé
- Florence Muller : critique d'art, émission télé
- Michel Vuillermoz : architecte, émission télé

## Distinctions

### Récompenses
- Prix du cinéma européen 2007 - La Découverte européenne
- Prix Méliès en 2007
- Étoiles d'or du cinéma français 2007 - Meilleur réalisateur pour Resnais

### Nominations
Nomination à la Mostra 2007
- Lion d'or
- Lion d'argent de la révélation
- Grand prix du jury
- Lion Spécial pour l'aspect novateur du langage cinématographique

Nomination aux César 2007
- César du meilleur réalisateur pour Alain Resnais
- César de la meilleure musique écrite pour un film pour Mark Snow
- César de la meilleure photographie pour Eric Gautier
- César du meilleur son pour Thomas Desjonqueres, Gérard Lamps, Jean-Marie Blondel
- César des meilleurs costumes pour Jackie Budin
- César des meilleurs décors pour Jacques Saulnier
- César du meilleur montage pour Hervé De Luze
- César de la meilleure adaptation pour Jean-Michel Ribes

Prix Jacques-Prévert 2007 du meilleur scénario

## Accueil critique
« Les personnages de Cœurs affrontent deux problèmes mitoyens : ceux de l'amour et de la cohabitation.[…] Le miracle, dans ce spectacle de solitaires désespérés, lâches, timorés, c'est qu'y perce l'émotion, la chamade, et qu'on y rit. Cœurs est une comédie sur des humeurs moroses, servie par une mise en scène lyrique, inventive, que Resnais orchestre comme un ballet de vitres, rideaux, cloisons, autant d'espaces désaccordés, abris en trompe-l'œil, parois étanches, murs obstacles rendant toute complicité obsolète.[…] Le sexe rôde dans ce théâtre de marionnettes où plane un interdit : celui de se toucher. Resnais regarde les hommes (et les femmes) tomber dans le gouffre où les poussent convenances, pudibonderies, hypocrisies. »

— Jean-Luc Douin, Le Monde, 22 novembre 2006

## Autour du film
- Le titre de tournage était Petites peurs partagées.
- L'émission de variété religieuse qui est diffusée dans le film, a été conçue et réalisée par Bruno Podalydès.